# Aimo Rikka
Aimo Armas Rikka, född 23 januari 1915 i Kotka, död 17 januari 2006 i Helsingfors, var en finländsk politiker. 
Rikka blev student 1935 och började studera vid Tekniska högskolan i Helsingfors. Han började dock att inrikta sig på politiken och var 1940 sekreterare i Sällskapet för fred och vänskap mellan Finland och Sovjetunionen. Vid fortsättningskrigets utbrott gick han under jorden, greps 1942 och dömdes till döden, men benådades året därpå av president Risto Ryti. Han blev generalsekreterare i Samfundet Finland-Sovjetunionen 1944, men avsattes 1947 från denna post efter att kritiserat sovjetsystemet och uteslöts ur Finlands kommunistiska parti 1952. Han var generalsekreterare för den finländsk-sovjetiska handelskammaren 1947–1983 och tilldelades konsuls titel 1972.